# Moulin Huet Bay
Moulin Huet Bay är en vik i kronbesittningen Guernsey. Den ligger i den sydöstra delen av landet.